# Lyall Cameron
Lyall Cameron (Dundee, 10 ottobre 2002) è un calciatore scozzese, centrocampista del Dundee.

## Caratteristiche tecniche
È un centrocampista offensivo.

## Carriera

### Club
Cresciuto nelle giovanili del Dundee, esordisce in prima squadra nel 2020 in Scottish Championship.
Nel 2023 viene inserito nella formazione ideale della SPFL.

### Nazionale
Vanta sei presenze e due reti con la rappresentativa scozzese Under-21.

## Statistiche

### Presenze e reti nei club
Statistiche aggiornate al 12 agosto 2025.
| Stagione         | Squadra          | Campionato       | Campionato | Campionato | Coppe nazionali | Coppe nazionali | Coppe nazionali | Coppe continentali | Coppe continentali | Coppe continentali | Altre coppe | Altre coppe | Altre coppe | Totale | Totale | Totale |
| Stagione         | Squadra          | Comp             | Pres       | Reti       | Comp            | Pres            | Reti            | Comp               | Pres               | Reti               | Comp        | Pres        | Reti        | Pres   | Reti   |        |
| ---------------- | ---------------- | ---------------- | ---------- | ---------- | --------------- | --------------- | --------------- | ------------------ | ------------------ | ------------------ | ----------- | ----------- | ----------- | ------ | ------ | ------ |
| 2019-2020        | Dundee           | SC               | 1          | 0          | CS+CdL          | 1+1             | 0               |                    | -                  | -                  |             | -           | -           | 3      | 0      |        |
| 2020-gen. 2021   | Peterhead        | SL1              | 11         | 3          | CdL             | 4               | 0               |                    | -                  | -                  |             | -           | -           | 15     | 3      |        |
| gen.-giu. 2021   | Dundee           | SC               | 1          | 0          | CS              | 0               | 0               |                    | -                  | -                  |             | -           | -           | 1      | 0      |        |
| 2021-gen. 2022   | Peterhead        | SL1              | 13         | 0          | CS+CdL          | 1+4             | 1+1             |                    | -                  | -                  |             | -           | -           | 18     | 2      |        |
| Totale Peterhead | Totale Peterhead | Totale Peterhead | 24         | 3          |                 | 9               | 2               |                    | -                  | -                  |             | -           | -           | 33     | 5      |        |
| gen.-giu. 2022   | Montrose         | SL1              | 9+2        | 1+0        |                 | -               | -               |                    | -                  | -                  |             | -           | -           | 11     | 1      |        |
| 2022-2023        | Dundee           | SC               | 26         | 8          | CS+CdL          | 2+6             | 0+3             |                    | -                  | -                  | SCC         | 4           | 3           | 38     | 14     |        |
| 2023-2024        | Dundee           | SP               | 32         | 5          | CS+CdL          | 0+4             | 0               |                    | -                  | -                  |             | -           | -           | 36     | 5      |        |
| 2024-2025        | Dundee           | SP               | 33         | 9          | CS+CdL          | 2+6             | 2+3             |                    | -                  | -                  |             | -           | -           | 41     | 14     |        |
| Totale Dundee    | Totale Dundee    | Totale Dundee    | 93         | 22         |                 | 22              | 8               |                    | -                  | -                  |             | 4           | 3           | 119    | 33     |        |
| 2025-2026        | Rangers          | SP               | 2          | 0          | CS+CdL          | 0               | 0               | UCL                | 2                  | 1                  |             | -           | -           | 4      | 1      |        |
| Totale carriera  | Totale carriera  | Totale carriera  | 130        | 26         |                 | 31              | 10              |                    | 2                  | 1                  |             | 4           | 3           | 167    | 40     |        |

## Palmarès

### Club

#### Competizioni nazionali
- Scottish Championship: 1

Dundee: 2022-2023